# 马克特海登费尔德
马克特海登费尔德（德語：Marktheidenfeld，發音：[maʁktˈhaɪdn̩fɛlt] ⓘ）是德国巴伐利亚州下弗兰肯行政区美因-施佩萨特县的城市，面积35.7平方千米，2023年12月31日人口为11,724人。